# Rio Bai
O Rio Bai é um rio da Romênia afluente do rio Şuţa, localizado no distrito de Dâmboviţa.